# Nephthys
Nephthys, auch Neb-hut oder Nebet-hut, ist eine Geburts- und Totengöttin in der ägyptischen Mythologie, die in ihrer Erscheinung auch die Göttin Nut repräsentiert. In den Pyramidentexten galt sie als „Göttin des Südens“.

## Darstellung
Nephthys wird als stehende Frau dargestellt. Wie ihre Zwillingsschwester Isis trägt auch sie die Hieroglyphen ihres Namens auf dem Kopf: Die Zeichen für Herr(in) und Haus. Auf Särgen erscheint sie in menschlicher Gestalt mit ausgebreiteten Flügeln, im Osiris-Mythos hingegen als Raubvogel. Manche Darstellungen zeigen die Gottheit beim Säugen des Königs.
Im Alten Reich wurde sie als Beschützerin des Pharao zum ersten Mal erwähnt, im Neuen Reich dann auf diversen Wänden und Statuen.

## Name
Ihr Name Nebet-hut bedeutet lediglich „Herrin des Hauses“, woraus sich jedoch keine weiteren Hinweise über sie ergeben. Mit Haus ist vermutlich der Palast des Osiris gemeint. Weitere Namen der Nephthys sind „Die Schwester des Gottes (des Osiris)“ und „Die Witwe (des Osiris)“.

## Bedeutung

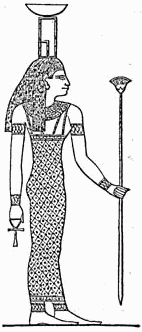
Nephthys – Meyers Konversations-Lexikon (1888)

Über das ursprüngliche Wesen der Nephthys ist nichts bekannt. In der Neunheit von Heliopolis ist sie die Tochter von Nut und Geb und Schwester von Osiris, Seth und Isis. Sie war aber auch die Gattin des Seth, wobei aus dieser Verbindung keine Kinder hervorgingen. Dem Osirismythos zufolge wünschte sie sich ein Kind von Osiris und dieser zeugte mit ihr das Kind Anubis. Zur Zeit Ramses IV. gehörte die Göttin zur sogenannten „Neunheit von Abydos“, die jedoch tatsächlich aus 12 Göttern bestand.
Nephthys galt, wie ihre Schwester Isis, als Totengöttin. Sie half Isis beim Auffinden des verstückelten Leichnam des Osiris sowie bei dessen Einbalsamierung. Beide trauerten über dem Toten in Gestalt von Milanen. Sie begleitete die Toten ins Jenseits und trauerte um sie. Einem verstorbenen König riet man, dass er vor den Locken der Nephthys fliehen solle. Sie symbolisierten Mumienbinden. Diese sind zwar erforderlich, gelten im Jenseits aber auch als Hindernis. Sie gilt auch als die Göttin der Magie und der Weissagung.
Zusammen mit Isis, Neith und Selket ist sie eine der vier Schutzgöttinnen der Horussöhne und Kanopenschutzgöttin. Sie beschützt die Kanope des Hapi, in der die Lunge des Verstorbenen aufbewahrt wird.
Eine weitere Verbindung besteht zu den Göttinnen Uto und Nechbet. Zusammen mit ihnen war sie Amme und Wärterin des Harpokrates.

## Kultorte und Kult
Der Geburtstag der Nephthys wurde am 5. Epagomen (ca. 26. September) gefeiert. Da sie keine Ortsgöttin war, gab es auch keinen festen Kult um sie, wie bei anderen Göttern. Selten wurde sie ohne Bezug zu Isis verehrt. Aus der Ramessidenzeit, in der 19. und 20. Dynastie, sind Kulte um sie in Verbindung mit Seth belegt.

## In der griechischen Mythologie
Hier wird sie mit Teleute, Nike oder Aphrodite gleichgesetzt.